# Musée de Bergen
Le musée de Bergen, du nom complet musée de l'université de Bergen (en danois : Universitetsmuseet i Bergen, jadis nommé Bergen Museum) est le musée de l'université de Bergen, situé à Bergen, en Norvège.
Il a été fondé en 1825 dans le but aussi de rassembler une large collection d'objets d'histoire naturelle qu'ethnologiques et archéologiques. L'institution devient le point de départ de recherches scientifiques, une activité qui est devenue plus importante encore depuis que le muséum a été rattaché à l'université de Bergen laquelle a été fondée en 1946.

## De naturhistoriske samlinger(Le muséum d'histoire naturelle)
Le Naturhistorisk museum est un muséum d'histoire naturelle. Il se trouve entre Johanneskirken, la faculté d'Histoire, la faculté de Sciences Sociales et le service des Relations Internationales de l'Université. C'est en fait le cœur du quartier universitaire.

## De kulturhistoriske samlinger(Le musée d'histoire)
Ce musée historique expose des collections anthropologiques et archéologiques. Les  vestiges archéologiques sont pour la plupart norvégiennes, dont des objets de la période viking.
Middelaldersamlingen à Bryggens Museum, qui expose les vestiges de Moyen Âge des fouilles archéologiques au quartier de Bryggen dans le centre-ville de Bergen, est aussi un département d'Universitetsmuseet i Bergen.

## L’Arboretum et le Jardin botanique
L’Arboretum et le Jardin botanique du musée de l'université de Bergen se situent à Milde près du fjord de Fana au sud de Bergen.
Le jardin botanique est inauguré en 1996 à Milde, mais jadis situé dans le quartier de Bergen Museum dans le centre-ville de Bergen. Il est divisé en parties thématiques, comme le jardin des plantes utiles (Nytteveksthagen), le jardin des mousses (Mosehagen), le jardin japonais (Japanhagen) et le jardin des plantes de rocaille (Fjellhagen), et couvre environ 7 hectares.
L'Arboretum de Milde, « Det norske arboretet » (L'Arboretum norvégien), couvrant environ 50 ha, est administré par une fondation d'acteurs privés et publics tels que l'Université de Bergen, le ministère de l'Agriculture, la préfecture départementale et la municipalité de Bergen.
À l'Arboretum on compte une collection de rhododendrons, à la fois des espèces sauvages et des cultivars, une roseraie tout près du fjord de Fana et un jardin des bruyères, le secteur des plantes de l'hémisphère Sud, les collections de houx et de sorbiers, le jardin « des arbres norvégiens » et dans la forêt des plantes originaires d'Asie ou d'Amérique du Nord.

## Photographies

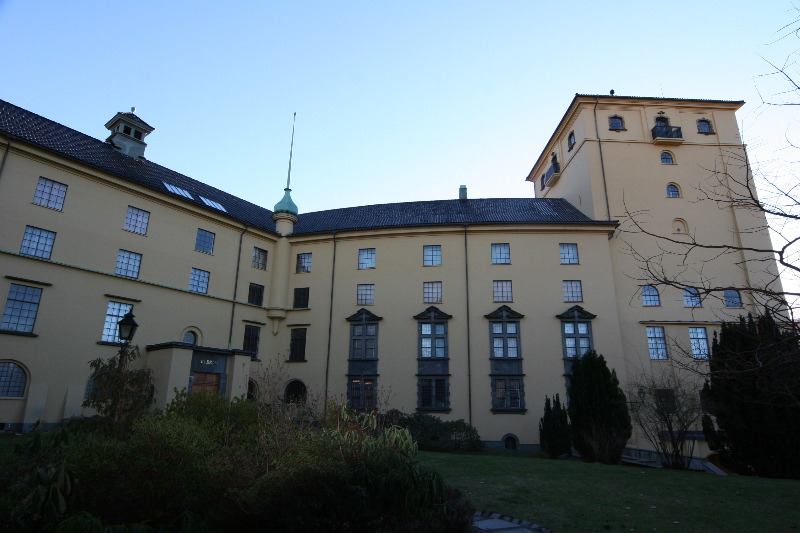
De kulturhistoriske samlinger
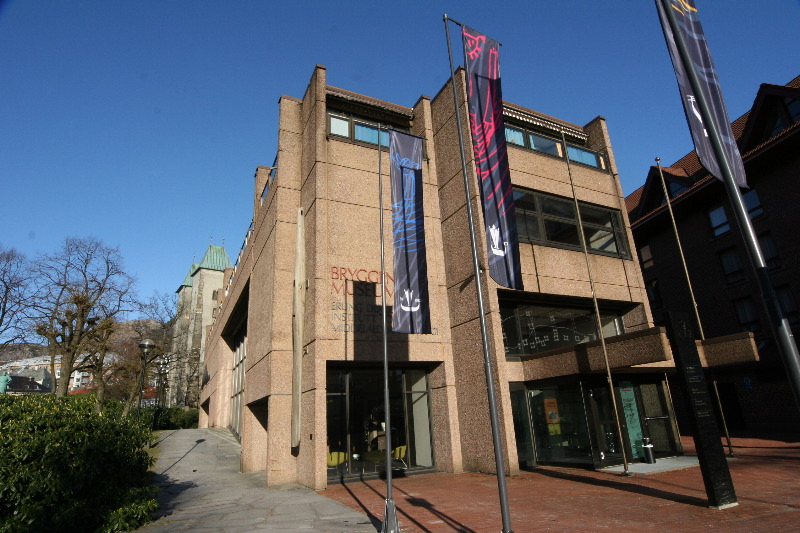
Le musée de Bryggen
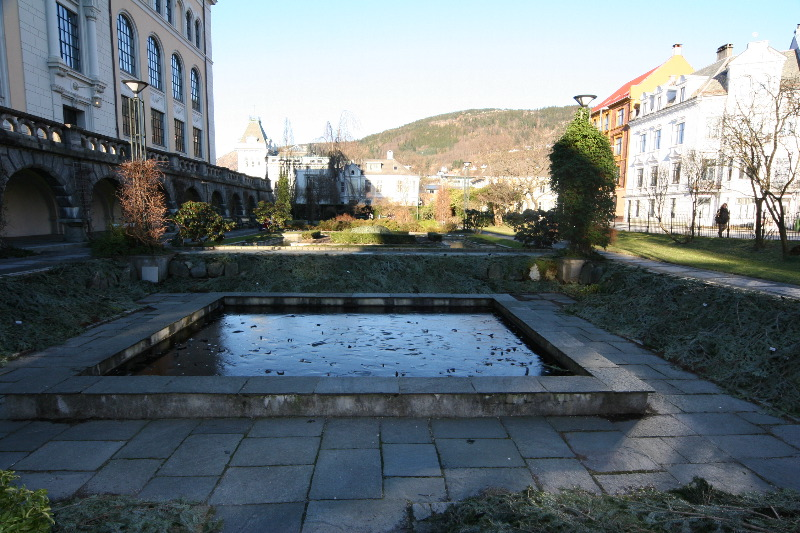
Jardin botanique du musée de l'université de Bergen